# Insidious – Az utolsó kulcs
Insidious – Az utolsó kulcs (eredeti cím: Insidious: The Last Key)  2018-ban bemutatott amerikai természetfeletti horrorfilm, melyet Leigh Whannell forgatókönyvéből Adam Robitel rendezett. Az Insidious-filmsorozat negyedik, a történet szerint a második része. A főszerepben Lin Shaye, Angus Sampson, Leigh Whannell, Spencer Locke, Caitlin Gerard és Bruce Davison látható.
Az Amerikai Egyesült Államokban 2018. január 5-én mutatták be. Magyarországon egy nappal korábban, január 4-én került a mozikba az InterCom Zrt. forgalmazásában. A film világszerte 167,9 millió dolláros bevételt hozott. Általánosságban vegyes véleményeket kapott a kritikusoktól: dicsérték Shaye filmbéli alakítását, de kijelentették, nem ez volt a széria legjobb része. 

## Cselekmény
1953 esztendejében járunk. A fiatal Elise Rainier az édesanyjával, Audreyval, az öccsével, Christiannal és a mogorva apjával, Gerarddal él Új-Mexikóban. Gerard bakóként dolgozik a szomszédban működő börtönben. Egy éjjelen a kislány, néhány perccel azután, hogy egy foglyot villamosszék által kivégeznek, elkezd paranormális dolgokat látni; előre tudja a rab nevét, a családjának létét, valamint a bűnösségét is. A gyerekek anyja ad Christiannak egy fémből készült sípot, melyet bármikor használatba vehet, ha fél. Még azon az éjszakán Elise a szoba túlsó feléből hall egy entitást, akivel megpróbál beszélni és rávenni, hogy mutassa meg magát. A démon megrémíti Elise-t és az öccsét. A mérges Gerard beront a szobába, és próbálja meggyőzni Elise-t az általa látott szellem kitalációjáról. Elise az igazát állítja, ezért Gerard ütlegelni kezdi és végül a sötét alagsorba zárja. Odalenn a halálra rémült lányt az ajtó mögött egy gyerekhangon megszólaló szellem szólítja meg, és arra kéri, nyissa ki az ajtót a bal oldalt lógó kulccsal. Leakasztja a kulcsot és kinyitja vele az ajtót, ugyanakkor a szellem keze kinyúl az ajtó mögül és a kulcsot összekapcsolja a hüvelykujjával. A kulcsos démon ezután megszállja Elise-t, aminek hatására a ház rázkódni kezd. A meglepődött Audrey az alagsorba siet, hogy megnézze mi történik, és látja a lányát mereven állni a fallal szemben. Ezután egy kötéldrót ereszkedik le a mennyezetről, ami fellógatja Audreyt. Gerard megtalálja halott felesége testét, miután a megszállott Elise felszabadul.
Több év elteltével az idősebb Elise (Lin Shaye) látható, aki paranormális kutatóként dolgozik két kollégájával – az ügyfelek telefonhívásaikra ügyelő Specs-szel (Leigh Whannell) és Tuckerrel (Angus Sampson). Hamarosan Ted Garza (Kirk Acevedo) keresi fel az asszonyt és elmondja, hogy a házába költözése óta paranormális tevékenységeket tapasztal. A telefonon beszélgetésük során Elise rájön, hogy ott lakott kislány korában. Először tétovázik, de végül elmeséli kollégáinak a gyerekkorában átélt történteket, utána helyes eljárásként elhatározza, hogy segít a férfin, elfogadja a munkát a maga érdekében.
Új-Mexikóban Elise találkozik Garzával a régi otthonánál. A férfi elmondása szerint számos paranormális incidens történt a házban, főként az ő régi hálószobájában, amit eltorlaszolt, mert nem volt hajlandó többé oda bemenni. Az éjszaka folyamán Elise sétálgatni kezd az otthonban, egy éjjellátó kamerával és fülhallgatóval felszerelve, hogy a többiek lássák az eseményeket. Ahogy átmegy a régi szobájába, megtalálja az öccse sípját az ágy pókhálós aljában, amit hatéves korában vesztett el. Ezután megtalálja az apja régi egyenruhájához csatolt kulcscsomót, ezt követően titokzatos hangok kezdik vezetni az alagsorba, ahol egy nő kísértetét csak a többiek látják a kamerán. Elise megérinti a szellemet, és hirtelen a háta mögül egy démon ellopja a sípot, ekkor a többiek a segítségére sietnek. Elise elmondja, hogy tizenéves korában már látta ezt a szellemet, és elmesél egy történetet az akkori napról; amikor ő és Christian tisztították a padlót, meghallott egy zajt a mosókonyhában, és ott látta meg először a női szellemet. Gerard akkor megjelent, de ő "nem látott" ott senkit. Amikor megpróbálta őt ismét megütni, Elise megragadta apja arcát, és nyilvánvalóvá válik, hogy a jövőben meg fog halni szívrohamban. Ezután elhagyta otthonunkat és Christiant.
Másnap reggel Elise, Tucker és Specs elmegy az egyik helyi étterembe, ahol megismerkednek egy testvérpárral, Melissával (Spencer Locke) és Imogennel (Caitlin Gerard). Hamarosan belép egy idős férfi az ajtón, akiről kiderül, hogy ő a lányok apja, valamint Elise öccse, Christian (Bruce Davison). Christian még mindig dühös a húgára, mert magára hagyta őt az apjával. Abban a reményben, hogy megjavítsa az öccsével való kapcsolatát, Elise átad Melissának egy fényképet, a tegnap éjjel megtalált sípról.
Az éjszaka folyamán, miközben a házat vizsgálják, Elise és Tucker meghallja a síp szólamát a földszintről. Elise-t egyenesen az alagsorig vezeti a hang, ami végül a fal mögül jön. Elise kérdéseket tesz fel és egy női hang elmondja, hogy amit keres, a fal mögött van. A falon egy titkos ajtó található, ekkor az asszony átmegy a hálószobában lévő kulcsokért. Kinyitja az ajtót és megtalálja az eltűnt lányt, aki ki van láncolva a falhoz. Garza beront a rejtett szobába, és kiderül, hogy ő tartotta fogva a lányt, az otthonában zajló események ellenére. A férfi rájuk zárja az ajtót és megpróbálja megölni Specs-szet, de ő kicselezi a trükkjeit, és a könyvespolccal végez vele. A rendőrség megérkezik és megmenti a csoportot, Elise-t pedig kihallgatják.
Miközben a rendőrség kikérdezi Elise-t, egy kísérteties víziója van a kihallgatószobában, és rájön, hogy Melissa veszélyben van. Christian, Melissa és Imogen belépnek a házba, a síp megtalálása miatt. A ház átvizsgálása során a kulcsos démon az alagsorba csábítja Melissát és megtámadja őt, két kulcs segítségével; Az egyik a hangját zárja el, a másik pedig elveszi a lelkét, aminek hatására kómába kerül. Elise, Tucker és Specs megérkeznek, és látják Melissát az alagsorban feküdni. A kórházban Christian azt követeli Elise-től, hogy maradjon távol Melissától. Imogen Elise-zel marad és elmondja, hogy szívesen segít neki beavatkozni a túlvilágba. Elise elmondja a lánynak, hogy az este folyamán végleg elpusztítja a kulcsos démont, hogy megmentse Melissát, és véget vessen a házat sújtó átoknak.

## Szereplők
| Szerep                                                 | Színész        | Magyar hang     |
| ------------------------------------------------------ | -------------- | --------------- |
| Elise Rainier, Christian nővére                        | Lin Shaye      | Tímár Éva       |
| Specs                                                  | Leigh Whannell | Kaszás Gergő    |
| Tucker                                                 | Angus Sampson  | Széles Tamás    |
| Ted Garza                                              | Kirk Acevedo   | Kálid Artúr     |
| Imogen Rainier                                         | Caitlin Gerard | Mórocz Adrienn  |
| Melissa Rainier                                        | Spencer Locke  | Laudon Andrea   |
| Christian Rainier, Elise öccse, Imogen és Melissa apja | Bruce Davison  | Rosta Sándor    |
| Kulcsdémon                                             | Javier Botet   | nem szólal meg  |
| Audrey Rainier, Elise és Christian anyja               | Tessa Ferrer   | Varga Gabriella |
| Gerard Rainier, Elise és Christian apja                | Josh Stewart   | Schmied Zoltán  |
| Anna                                                   | Aleque Reid    | Gáspár Kata     |
| Renai Lambert (cameoszerep)                            | Rose Byrne     | Ruttkay Laura   |
| Josh Lambert (cameoszerep)                             | Patrick Wilson | Miller Zoltán   |

## Bemutató és fogadtatás
A film forgatása 2016 augusztus elején kezdődött. 2017. augusztus 29-én az Universal Studios a "Halloween Horror Nights"-on keresztül jelentette be, hogy a film címe Insidious: The Last Key lett. Eredetileg 2017. október 20-án lett volna a premier, de a Blumhouse Productions a Boldog halálnapot! című filmet mutatta be helyette.[forrás?]
A Metacritic oldalán a film értékelése 48% a 100-ból, ami 22 véleményen alapul. A Rotten Tomatoeson az Insidious – Az utolsó kulcs 33%-os minősítést kapott, 70 értékelés alapján.